# Lambert Chaumont

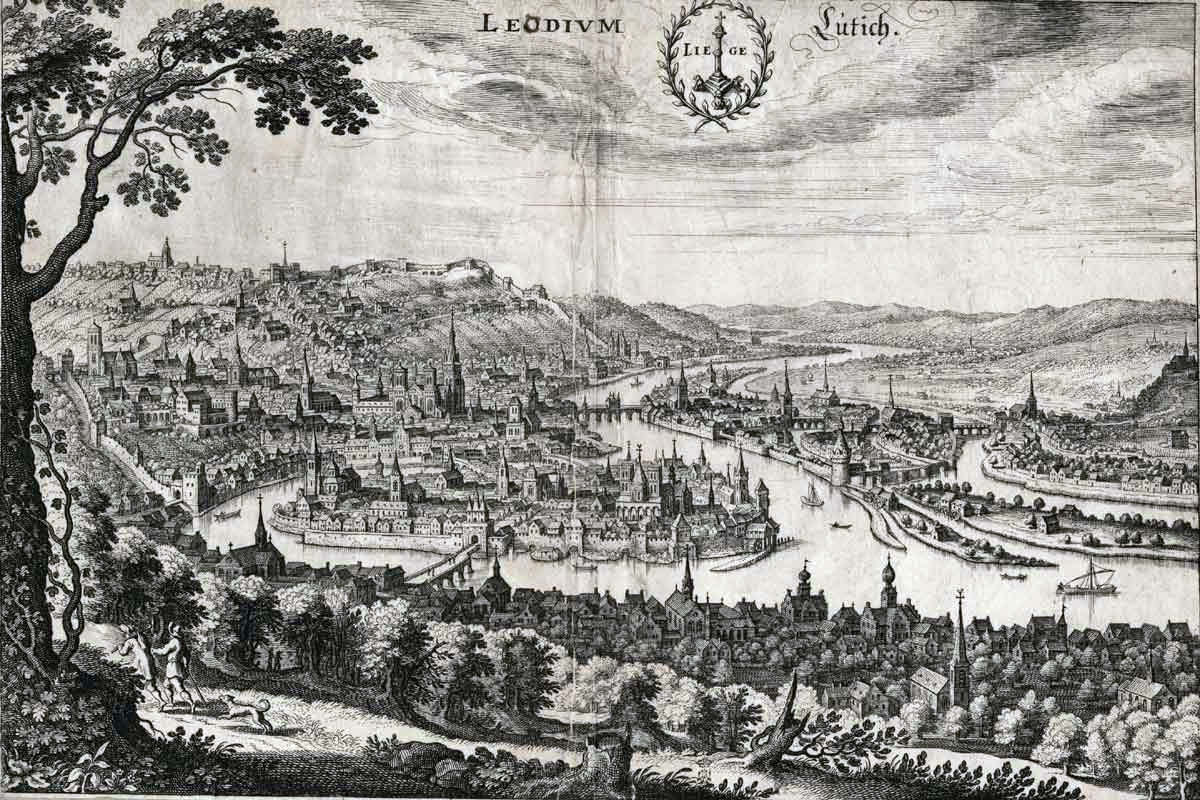
Liegi in un'incisione del 1650 di Matthäus Merian. Chaumont probabilmente nacque qui e vi trascorse la maggior parte della giovinezza.

Lambert Chaumont /lɑ̃ˈbɛʁ ʃoˈmõ/ (Principato vescovile di Liegi, 1630 circa – Huy, 23 aprile 1712) è stato un compositore e organista belga.

## Biografia
Chaumont era originario della zona di Liegi, e probabilmente nacque in questa città. La prima menzione al suo nome risale al gennaio 1649, quando viene registrato come fratello laico nel monastero dei carmelitani di Liegi. Vi si trovava ancora nel 1651 e un'annotazione datata 6 maggio 1659 lo elenca fra i nove fratelli che hanno completato il noviziato al monastero di Reims. Nulla si sa dei successivi quindici anni della sua vita. Il 10 febbraio 1674 è nominato rettore della parrocchia di san Martino a Huy. L'incarico era insignificante, e la chiesa e la parrocchia molto piccole, ma poi la carriera di Chaumont avanzò: il 7 settembre 1688 diventò sacerdote della vicina parrocchia di san Germano e pater dei carmelitani di Huy. Mantenne questi incarichi fino alla morte avvenuta nel 1712.

## Opere
Per quanto riguarda la musica, Chaumont era autodidatta, ma ciò non gli ha impedito di diventare un organista di talento, di comporre e di interessarsi alla questione del temperamento al punto da elaborare un sistema di accordatura a sei terze maggiori pure. Le opere giunteci di Chaumont consistono di una raccolta di pezzi per organo (Pièces d'orgue, Huy, 1695) e un elaborato di carattere religioso pubblicato nel 1709. Almeno un'ulteriore raccolta di pezzi è perduta. Sebbene Chaumont abbia evidentemente trascorso la maggior parte della propria vita a Liegi e a Huy, lo stile dei suoi pezzi organistici è interamente francese. La sua raccolta è considerata fra le migliori della scuola organistica francese del XVII secolo, in particolare per le sue raffinate fughe, i trii e altri generi contrappuntistici, ai quali è data particolare importanza all'interno della raccolta. Pièces d'orgue conta 111 composizioni divise in otto suite di 12-15 pezzi ciascuna. Le suite sono ordinate secondo gli otto toni ecclesiastici. Inusualmente, ognuna termina con una o due danze, principalmente allemande, ma anche due ciaccone (suite 2 e 6) e una giga (suite 1). La scrittura di Chaumont, caratterizzata da una solida tecnica contrappuntistica e una spiccata immaginazione melodica, ha ricevuto molti commenti favorevoli da ricercatori moderni e musicisti. Nella prefazione a un'edizione moderna lo studioso Roger Bragard afferma che i pezzi colpiscono l'ascoltatore "non solo per la loro ricchezza e purezza melodica, ma anche per la solidità della tecnica". Il rinomato musicologo belga José Quitin scrive che la musica "si distingue per la sua gravità, il convincente senso della forma, l'affascinante amalgama di sonorità e la serena eleganza del contrappunto". Willi Apel, sebbene meno entusiasta, concorda comunque che Chaumont sia un importante compositore dotato di buon gusto e di tecnica, e si sofferma sui récit, i quali articolano i temi in frasi di varia lunghezza. In tutti i suoi récit Chaumont sviluppa la melodia da un singolo motivo che ricorre all'inizio di ogni frase, ma prosegue in modo diverso ogni volta. Oltre ai pezzi, le Pièces d'orgue contengono anche una serie di istruzioni sull'accordatura e due brevi saggi sull'accompagnamento del canto gregoriano.